# Olceclostera amoria
Olceclostera amoria är en fjärilsart som beskrevs av Druce 1890. Olceclostera amoria ingår i släktet Olceclostera och familjen silkesspinnare. Inga underarter finns listade i Catalogue of Life.